# Alianza por Italia
Alianza por Italia (Alleanza per l'Italia) (API) fue un partido político italiano centrista.
El partido, que se describe en su manifiesto como "democrático, liberal y popular" y opuesto tanto al "populismo de derechas" como a la "socialdemocracia de izquierdas, una experiencia memorable y de gran valor, pero sin embargo agotada", fue fundado el 11 de noviembre de 2009 por Francesco Rutelli, senador por el Partido Democrático (PD) y exdirigente de Democracia es Libertad-La Margarita (DL). El partido fue un miembro observador de la Internacional Liberal.

## Historia
Después de su fundación, Rutelli pronto se sintió incómodo con el PD que le parecía demasiado escorado a la izquierda. En septiembre de 2009, cuando fue invitado a una convención de la Unión de los Demócratas Cristianos y de Centro (UDC) de Pier Ferdinando Casini, manifestó a la prensa que estaba interesado en una alianza con el nuevo partido que Casini estaba organizando a través de la Unión del Centro (UdC). La visión crítica del PD de Rutelli se vio reforzada por la elección de Pier Luigi Bersani como líder del partido en las elecciones primarias de éste.
El 27 de octubre, después de meses de especulación, Rutelli dio a entender que abandonaría el PD. La idea central de Rutelli era que Italia necesitaba una nueva "propuesta política" en un momento en que el país está a punto de partirse en dos, con la Liga Norte más fuerte que nunca y el posible surgimiento de un Partido de la Sur: un escenario que podría significar la marginación completa del centro-izquierda y su fracaso como fuerza política nacional.
El 28 de octubre Rutelli presentó un "Manifiesto por el Cambio y el Buen Gobierno" (Manifiesto per il cambiamento e il Buongoverno), junto con otros diez miembros fundadores. Estos incluían, entre otros, Lorenzo Dellai (Presidente de la Provincia de Trento y líder de la Unión por el Trentino), Massimo Cacciari (Alcalde de Venecia), Linda Lanzillotta (exministra de Asuntos Regionales), Bruno Tabacci y Elvio Ubaldi. Si bien Cacciari y Lanzillotta habían sido miembros de DL y después de la DP, Tabacci y Ubaldi eran la Rosa Blanca, un pequeño grupo que formaba parte de la Unión del Centro (UdC).
Durante algunos días Rutelli no aclaró si abandonaría el PD, porque el objetivo estratégico de la iniciativa era una alianza estable entre UDC/UdC y el PD, con un papel decisivo en que Tabacci. Sin embargo, el 31 de octubre, a través de una entrevista al Corriere della Sera, Rutelli anunció que tenía la intención de dejar el PD inmediatamente. En la entrevista comentó como en su opinión la socialdemocracia era "una experiencia histórica que no tenía oportunidad de hablar con la gente de hoy en día" y que su objetivo era "unir a las fuerzas democráticas, liberales y populares" con el fin de "construir, en algunos años, la mayor fuerza [política] del país". El 8 de diciembre Tabacci dejó la UdC después de que Casini se hubiera reunido con Silvio Berlusconi para hablar de la reforma de la justicia y de una alianza entre el Pueblo de la Libertad y UDC/UdC en algunas regiones. Tabacci, quien dijo que se iba a reunir a sus colegas de la Rosa Blanca, explicó que el nuevo partido sería "distante y alternativa al populismo de Berlusconi y de la Liga Norte", pero abierto a los votantes de centro-derecha. Casini previó una probable alianza entre su partido y el ApI.
El 11 de noviembre de 2010, junto con muchos otros, Rutelli presentó el nombre y el logotipo provisional del partido. Los días 11 y 12 de diciembre ApI organizó su primera asamblea en Parma. Durante la convención, a la que asistieron François Bayrou, Guy Verhofstadt y Will Marshall, Rutelli confirmó que el nuevo partido se encaminaría a fusionarse con UdC algún día y se mostraba abierto a una alianza con Gianfranco Fini, presidente de la Cámara Italiana de Diputados y crítico del Pueblo de la Libertad y Silvio Berlusconi. El 22 de diciembre, el logo definitivo del partido fue presentado por Rutelli, Tabacci y otros miembros de ApI durante una rueda de prensa; en enero de 2010 se constituyeron los grupos parlamentarios del partido en el Senado y la Cámara de Diputados.
En marzo de Rutelli anunció en abril una convención nacional, en la que se unirían al partido verdes y liberales. Entre marzo y abril Refundación Democristiana y otros miembros del PD y de la Federación de los Verdes se unieron a ApI.
A finales de marzo de cara a las elecciones regionales el partido se presentó en listas conjuntas con la UDC/UdC en la mayoría de las regiones y con listas propias en sólo cuatro regiones: Marcas (donde obtuvo un 2,0% de los votos y un concejal regional), Campania (3,0 % y ningún concejal), Basilicata (4,2% y un concejal) y Calabria (2,2% y ningún concejal). El resultado fue un poco decepcionante, y el partido no obtuvo presencia alguna en el norte de Italia, hecho criticado por los socios del norte del partido, sobre todo para la Unión por el Trentino (UPT) y la Alianza por el Veneto (AdV), liderada por Massimo Calearo como competidora de la Liga Véneta-Liga Norte. Giorgio Lunelli, miembro de UPT, criticó la falta de interés del partido por las regiones del norte, pidiendo la renuncia de Rutelli y proponiendo una estructura confederal para el partido. En septiembre de 2010 Calearo dejó ApI y APV fue disuelta. 
El 15 de diciembre de 2010 ApI fue miembro fundador del centrista Nuevo Polo por Italia (NPI), junto con la Unión del Centro (UdC), Futuro y Libertad (FLI) y algunos partidos menores. También en diciembre Enrico Boselli, durante mucho tiempo líder de Socialistas Demócratas Italianos y fundador del Partido Socialista Italiano, que había abandonado la política activa después de su derrota de 2008, se unió a la ApI y fue designado vicepresidente del partido; en noviembre de 2011 se unió al partido Santo Versace, un exsocialista proveniente de El Pueblo de la Libertad (PdL). 
En mayo de 2012 el partido obtuvo unos notables resultados en Campania: 17,5% en Torre Annunziata, 4,6% en Torre del Greco, y el 7,3% en San Giorgio a Cremano. El resultado fue, sin embargo, sombrío para la NPI en su conjunto y Pier Ferdinando Casini, líder de UdC, partido mayoritario de la coalición, dio a entender que la alianza estaba rota.
Como resultado de ello, en junio de 2012 dos pesos pesados, Linda Lanzillotta y Gianni Vernetti, dejaron el partido; según la primera, la ApI se había convertido en un "partido personal". En julio de Versace también abandonó el partido, pero su salida se vio contrarrestada por la entrada de Giuseppe Vatinno, proveniente de Italia de los Valores (IdV).
En septiembre de 2012 Rutelli comenzó acercar al partido hacia la coalición de centro-izquierda, con el objetivo de hacer de ApI su componente liberal y centrista. Rutelli también declaró que el objetivo de representar un "nuevo ambientalismo". Tabacci, destacado miembro de la ApI y democristiano, también se presentaría en las elecciones primarias para convertirse en el candidato a primer ministro de centro-izquierda, pero perdió éstas frente a Pier Luigi Bersani. 
Aunque en un principio, se anunció su apoyo al programa presentado por Mario Monti para revalidar su puesto de primer ministro de cara a las elecciones generales de Italia de 2013, finalmente se integró en Centro Democrático, que a su vez lo hizo en la coalición de centro-izquierda Italia. Bien Común.

## Miembros
La mayoría de los primeros miembros del partido eran liberales o democristianos provenientes del Partido Democrático (PD), incluyendo Linda Lanzillotta , Gianni Vernetti y Donato Mosella , y también a un grupo de centristas descontentos de Italia de los Valores dirigidos por Pino Pisicchio y Russo Giacinto. El partido cuenta actualmente con cinco diputados y seis senadores.